# Tandur (Telangana)
Tandur es una  ciudad y municipio situada en el distrito de Vikarabad en el estado de Telangana (India). Su población es de 65115 habitantes (2011). Se encuentra a orillas del río Kagna, afluente del río Bhima,

## Demografía
Según el censo de 2011 la población de Tandur era de 65115 habitantes, de los cuales 32595 eran hombres y 32520 eran mujeres. Tandur tiene una tasa media de alfabetización del 75,91%, inferior a la media estatal del 67,02%: la alfabetización masculina es del 85,96%, y la alfabetización femenina del 69,88%.